# Pseudaristeus crassipes
Pseudaristeus crassipes är en kräftdjursart som först beskrevs av James Wood-Mason 1891.  Pseudaristeus crassipes ingår i släktet Pseudaristeus och familjen Aristeidae. Inga underarter finns listade i Catalogue of Life.